# سوفیا ملیکیان
سوفیا ملیکیان (ارمنی: Սոֆյա Մելիքյան; انگلیسی: Sofya Melikyan؛ زادهٔ ۱۱ فوریهٔ ۱۹۷۸) نوازنده پیانو اهل ارمنستان است. وی از سال میلادی تا کنون فعالیت می‌کند.

## زندگی‌نامه
در ۱۱ فوریهٔ ۱۹۷۸ در ایروان به دنیا آمد و از مدرسه موسیقی چایکوفسکی ایروان، هنرستان عالی سلطنتی موسیقی مادرید en:École Normale de Musique de Paris و en:Manhattan School of Music فارغ‌التحصیل شد. 